# ガールファイト
『ガールファイト』（原題: Girlfight）は、2000年に公開されたアメリカ合衆国のスポーツドラマ映画。

## キャスト
- ダイアナ・グスマン：ミシェル・ロドリゲス
- ヘクター・ソト：ジェイミー・ティレリ
- サンドロ・グスマン：ポール・カルデロン
- エイドリアン・スタージェス：サンティアゴ・ダグラス
- レイ・コルテス：ビクター・シエラ
- タイニー・グスマン：レイ・サンティアゴ
- カル：ハーブ・ラヴレ
- 本人役：タラ・ストロング